# Rifugio Vulpot
Il rifugio Vulpot si trova in prossimità del lago di Malciaussia in un edificio che, in origine, era la caserma della Guardia alla Frontiera di stanza a Malciaussia.

## Storia
L'edificio venne costruito negli anni '30 del 1900 come caserma della Guardia alla Frontiera di stanza nell'ultima frazione della Valle di Viù. Venne poi dato in gestione alla guida alpina Domenico Ferro Famil (chiamato Bertu Vulpot) che, con la sua famiglia, lo gestì fino al 2003. Dopo un anno di chiusura, nel 2005 la gestione passò alla famiglia Furlan, attuale gestore.

## Accessi
- In estate, percorrendo la SP 32, asfaltata ma molto stretta e priva di protezioni, che da Usseglio conduce al lago di Malciaussia, si giunge in automobile nel piazzale del rifugio; vi è anche il sentiero che, partendo dalla frazione Trucco di Mompantero attraverso il Colle della Croce di Ferro (2.558 m), porta al lago di Malciaussia (difficoltà E, 3 ore di tempo).
- In inverno, partendo da Margone, si prosegue lungo il tragitto estivo solo con neve ben assestata per il forte pericolo di slavine nel vallone d'Arnas, con difficoltà sciescursionistica, in 1,30 ore.

## Ascensioni
Costituisce il punto di partenza di diverse escursioni ed ascensioni. Tra queste ascensioni merita ricordare:
- Lago Nero - 2.007 m, difficoltà E, tempo 35 min.
- Colle della Croce di Ferro - 2.558 m, difficoltà E, 2,30 h
- Laghi dell'Autaret - 2.970 m, difficoltà E, 4 h
- Punta Sulè - 3.384 m, difficoltà EE
- Rocciamelone - 3.538 m